# Resolució 327 del Consell de Seguretat de les Nacions Unides
La Resolució 327 del Consell de Seguretat de les Nacions Unides, aprovada el 2 de febrer de 1973, va reafirmar resolucions anteriors sobre el tema de la República de Rhodèsia i va encomanar a Zàmbia la seva decisió d'aplicar immediatament sancions. El pla de les Nacions Unides per aixafar el govern de Rhodèsia es basava en gran manera en les sancions, Zàmbia havia decidit imposar les sancions quan altres nacions no van optar a pesar del gran impacte que tindria el cessament del comerç amb Rhodèsia en l'economia zambiana. El Consell va decidir enviar la missió especial establerta per la Resolució 326 per avaluar les necessitats de Zàmbia en el manteniment de formes alternatives de comunicació i trànsit, ja que la majoria d'ells havien travessat Rhodèsia en el passat.
La resolució va ser aprovada amb 14 vots a favor, mentre que la Unió Soviètica es va abstenir.